# Klassiska gränsen
Den klassiska gränsen är ett begrepp inom fysiken, som innebär att en teori i specialfall approximeras av den klassiska mekaniken.
I kvantmekaniken sker detta om energierna är så höga (det vill säga att kvanttalen är höga) att energins kvantisering är försumbar och den kan ses som en kontinuerlig storhet. Detta motsvaras formellt av att man låter Plancks konstant, h, gå mot noll.
Inom relativitetsteori inträffar den klassiska gränsen när de inblandade massorna är små (vilket gör att rumtiden inte är krökt) och hastigheterna är mycket lägre än ljusets.